# Necydalis marginipennis
Necydalis marginipennis är en skalbaggsart som beskrevs av J. Linsley Gressitt 1948. Necydalis marginipennis ingår i släktet stekelbockar, och familjen långhorningar. Inga underarter finns listade i Catalogue of Life.